# Verborgen verleden
Verborgen verleden is een Nederlandse documentaireserie van de NTR die wordt uitgezonden op NPO 2 (tot 2014 Nederland 2). In elke aflevering gaat een bekende Nederlander op reis om een deel van zijn of haar stamboom te onderzoeken. In 2019 werd een spin-off uitgezonden genaamd Verborgen verleden van Nederland. Hierin werd de geschiedenis van diverse bekende locaties in Nederland belicht.

## Achtergrond
De serie heeft het format van de Engelse serie Who Do You Think You Are?. De rechten hiervoor werden in 2009 aangekocht door de educatieve omroep Teleac. Ook de Amerikaanse serie Finding Your Roots is vergelijkbaar. Kort voor de eerste uitzending op 26 september 2010 ging Teleac op in de nieuwe omroep NTR. Het programma wordt gemaakt in samenwerking met het Centraal Bureau voor Genealogie (sinds 2015 CBG Centrum voor familiegeschiedenis) en geproduceerd door BlazHoffski.

## Afleveringen
De duur van de afleveringen varieerde door de jaren heen en is meestal 45 minuten. De langste uitzendingen duurden een uur, de kortste 40 minuten. In de eerste twee seizoenen werd Verborgen verleden uitgezonden op zondagavond. De seizoenen 3 tot en met 9 waren op zaterdagavond te zien. Seizoen 10 werd op vrijdagavonden uitgezonden, seizoen 11 opnieuw op zaterdagavond, het seizoen 12 op donderdagavond, seizoen 13 op vrijdagavond en seizoen 14 op zaterdagavond.

### Seizoen 1 (2010)
| Aflevering (seizoen) | Aflevering (serie) | Titel              | Uitzenddatum      |
| -------------------- | ------------------ | ------------------ | ----------------- |
| 1                    | 1                  | Monique van de Ven | 26 september 2010 |
| 2                    | 2                  | Gerard Spong       | 3 oktober 2010    |
| 3                    | 3                  | Philip Freriks     | 10 oktober 2010   |
| 4                    | 4                  | Mei Li Vos         | 17 oktober 2010   |
| 5                    | 5                  | Maria Goos         | 24 oktober 2010   |
| 6                    | 6                  | Tommy Wieringa     | 31 oktober 2010   |
| 7                    | 7                  | Carry Tefsen       | 7 november 2010   |
| 8                    | 8                  | Youri Mulder       | 14 november 2010  |

### Seizoen 2 (2011)
| Aflevering (seizoen) | Aflevering (serie) | Titel                | Uitzenddatum     |
| -------------------- | ------------------ | -------------------- | ---------------- |
| 1                    | 9                  | Willeke Alberti      | 9 januari 2011   |
| 2                    | 10                 | Jan Jaap van der Wal | 16 januari 2011  |
| 3                    | 11                 | Hugo Borst           | 23 januari 2011  |
| 4                    | 12                 | Tania Kross          | 30 januari 2011  |
| 5                    | 13                 | Liesbeth List        | 6 februari 2011  |
| 6                    | 14                 | Arjan Ederveen       | 13 februari 2011 |
| 7                    | 15                 | Leon de Winter       | 20 februari 2011 |
| 8                    | 16                 | Maarten van Rossem   | 27 februari 2011 |

### Seizoen 3 (2012)
| Aflevering (seizoen) | Aflevering (serie) | Titel                 | Uitzenddatum  |
| -------------------- | ------------------ | --------------------- | ------------- |
| 1                    | 17                 | Joost Prinsen         | 10 maart 2012 |
| 2                    | 18                 | Peter van der Vorst   | 17 maart 2012 |
| 3                    | 19                 | Jetty Mathurin        | 24 maart 2012 |
| 4                    | 20                 | Cees Geel             | 31 maart 2012 |
| 5                    | 21                 | Sophie Hilbrand       | 7 april 2012  |
| 6                    | 22                 | Bennie Jolink         | 14 april 2012 |
| 7                    | 23                 | Lenny Kuhr            | 21 april 2012 |
| 8                    | 24                 | Marc-Marie Huijbregts | 28 april 2012 |

### Seizoen 4 (2013)
| Aflevering (seizoen) | Aflevering (serie) | Titel              | Uitzenddatum     |
| -------------------- | ------------------ | ------------------ | ---------------- |
| 1                    | 25                 | Mart Smeets        | 12 januari 2013  |
| 2                    | 26                 | Nasrdin Dchar      | 19 januari 2013  |
| 3                    | 27                 | Daphne Bunskoek    | 26 januari 2013  |
| 4                    | 28                 | Ronald Giphart     | 2 februari 2013  |
| 5                    | 29                 | Gerdi Verbeet      | 9 februari 2013  |
| 6                    | 30                 | Waldemar Torenstra | 16 februari 2013 |
| 7                    | 31                 | Marte Röling       | 23 februari 2013 |
| 8                    | 32                 | Stef Bos           | 2 maart 2013     |

### Seizoen 5 (2014)
| Aflevering (seizoen) | Aflevering (serie) | Titel               | Uitzenddatum      |
| -------------------- | ------------------ | ------------------- | ----------------- |
| 1                    | 33                 | Jack van Gelder     | 27 september 2014 |
| 2                    | 34                 | Aaf Brandt Corstius | 4 oktober 2014    |
| 3                    | 35                 | Cornald Maas        | 11 oktober 2014   |
| 4                    | 36                 | Ruben Nicolai       | 18 oktober 2014   |
| 5                    | 37                 | Paulien Cornelisse  | 25 oktober 2014   |
| 6                    | 38                 | Jan des Bouvrie     | 1 november 2014   |
| 7                    | 39                 | Anna Drijver        | 8 november 2014   |
| 8                    | 40                 | Herman Pleij        | 15 november 2014  |

### Seizoen 6 (voorjaar 2016)
- Op 5 maart 2016 werd een herhaling uitgezonden van de aflevering met Aaf Brandt Corstius (seizoen 5).

| Aflevering (seizoen) | Aflevering (serie) | Titel                   | Uitzenddatum     |
| -------------------- | ------------------ | ----------------------- | ---------------- |
| 1                    | 41                 | Tom Egbers              | 9 januari 2016   |
| 2                    | 42                 | Loes Luca               | 16 januari 2016  |
| 3                    | 43                 | Teun van de Keuken      | 23 januari 2016  |
| 4                    | 44                 | Lucia Rijker            | 30 januari 2016  |
| 5                    | 45                 | Mark Tuitert            | 6 februari 2016  |
| 6                    | 46                 | Jochem Myjer            | 13 februari 2016 |
| 7                    | 47                 | Dominique van der Heyde | 20 februari 2016 |
| 8                    | 48                 | Frank Visser            | 27 februari 2016 |

### Seizoen 7 (najaar 2016)
Ter gelegenheid van de 50e aflevering die in dit seizoen werd uitgezonden, was er op 15 oktober 2016 een speciale jubileumuitzending. Hierin blikte presentator Paul Witteman met oud-deelnemers Tom Egbers, Jetty Mathurin, Herman Pleij, Dominique van der Heyde, Teun van de Keuken en Jack van Gelder terug op hun deelname aan Verborgen verleden en op het effect hiervan op hun leven.
| Aflevering (seizoen) | Aflevering (serie) | Titel                     | Uitzenddatum     |
| -------------------- | ------------------ | ------------------------- | ---------------- |
| 1                    | 49                 | René Froger               | 22 oktober 2016  |
| 2                    | 50                 | Herman van der Zandt      | 29 oktober 2016  |
| 3                    | 51                 | Isa Hoes                  | 5 november 2016  |
| 4                    | 52                 | Twan Huys                 | 12 november 2016 |
| 5                    | 53                 | Jeroen Krabbé             | 19 november 2016 |
| 6                    | 54                 | Nelleke Noordervliet      | 26 november 2016 |
| 7                    | 55                 | Rick Nieman               | 3 december 2016  |
| 8                    | 56                 | Pieter van den Hoogenband | 10 december 2016 |

### Seizoen 8 (voorjaar 2017)
| Aflevering (seizoen) | Aflevering (serie) | Titel              | Uitzenddatum  |
| -------------------- | ------------------ | ------------------ | ------------- |
| 1                    | 57                 | Herman Finkers     | 18 maart 2017 |
| 2                    | 58                 | Hanneke Groenteman | 25 maart 2017 |
| 3                    | 59                 | Albert Verlinde    | 1 april 2017  |
| 4                    | 60                 | Sacha de Boer      | 8 april 2017  |
| 5                    | 61                 | Jules Deelder      | 15 april 2017 |
| 6                    | 62                 | Arjen Lubach       | 22 april 2017 |

### Seizoen 9 (najaar 2017)
- Op 7 oktober werd in verband met een wedstrijd van het Nederlands voetbalelftal een herhaling uitgezonden van de aflevering met Sacha de Boer (seizoen 8).

| Aflevering (seizoen) | Aflevering (serie) | Titel            | Uitzenddatum      |
| -------------------- | ------------------ | ---------------- | ----------------- |
| 1                    | 63                 | Job Cohen        | 16 september 2017 |
| 2                    | 64                 | Claudia de Breij | 23 september 2017 |
| 3                    | 65                 | Jörgen Raymann   | 30 september 2017 |
| 4                    | 66                 | Eric Corton      | 14 oktober 2017   |
| 5                    | 67                 | Paul Haenen      | 21 oktober 2017   |
| 6                    | 68                 | Wende Snijders   | 28 oktober 2017   |

### Seizoen 10 (voorjaar 2018)
| Aflevering (seizoen) | Aflevering (serie) | Titel               | Uitzenddatum     |
| -------------------- | ------------------ | ------------------- | ---------------- |
| 1                    | 69                 | Dieuwertje Blok     | 5 januari 2018   |
| 2                    | 70                 | André Kuipers       | 12 januari 2018  |
| 3                    | 71                 | Irene Moors         | 19 januari 2018  |
| 4                    | 72                 | Maurice de Hond     | 2 februari 2018  |
| 5                    | 73                 | Richard Groenendijk | 9 februari 2018  |
| 6                    | 74                 | Armin van Buuren    | 16 februari 2018 |

### Seizoen 11 (najaar 2018)
| Aflevering (seizoen) | Aflevering (serie) | Titel             | Uitzenddatum      |
| -------------------- | ------------------ | ----------------- | ----------------- |
| 1                    | 75                 | Youp van 't Hek   | 8 september 2018  |
| 2                    | 76                 | Karin Bloemen     | 15 september 2018 |
| 3                    | 77                 | Willie Wartaal    | 22 september 2018 |
| 4                    | 78                 | Astrid Kersseboom | 6 oktober 2018    |
| 5                    | 79                 | Kees Prins        | 13 oktober 2018   |
| 6                    | 80                 | Georgina Verbaan  | 20 oktober 2018   |

### Seizoen 12 (2019)
- Op 21 maart werd een herhaling uitgezonden van de aflevering met Georgina Verbaan (seizoen 11).

| Aflevering (seizoen) | Aflevering (serie) | Titel              | Uitzenddatum     |
| -------------------- | ------------------ | ------------------ | ---------------- |
| 1                    | 81                 | Gerrit Zalm        | 24 januari 2019  |
| 2                    | 82                 | Carry Slee         | 31 januari 2019  |
| 3                    | 83                 | Fedja van Huêt     | 7 februari 2019  |
| 4                    | 84                 | Angela Groothuizen | 14 februari 2019 |
| 5                    | 85                 | Ronald Plasterk    | 21 februari 2019 |
| 6                    | 86                 | Victor Mids        | 28 februari 2019 |
| 7                    | 87                 | Olga Zuiderhoek    | 7 maart 2019     |
| 8                    | 88                 | Alex Klaasen       | 14 maart 2019    |

### Seizoen 13 (2020)
| Aflevering (seizoen) | Aflevering (serie) | Titel                 | Uitzenddatum  |
| -------------------- | ------------------ | --------------------- | ------------- |
| 1                    | 89                 | Theo Maassen          | 3 april 2020  |
| 2                    | 90                 | Annechien Steenhuizen | 10 april 2020 |
| 3                    | 91                 | Remy Bonjasky         | 17 april 2020 |
| 4                    | 92                 | Jennifer Hoffman      | 24 april 2020 |
| 5                    | 93                 | Erik van Muiswinkel   | 1 mei 2020    |
| 6                    | 94                 | Esther Verhoef        | 8 mei 2020    |
| 7                    | 95                 | Ferry Mingelen        | 15 mei 2020   |
| 8                    | 96                 | Dolf Jansen           | 22 mei 2020   |

### Seizoen 14 (2021)
| Aflevering (seizoen) | Aflevering (serie) | Titel            | Uitzenddatum     |
| -------------------- | ------------------ | ---------------- | ---------------- |
| 1                    | 97                 | Ronald de Boer   | 9 januari 2021   |
| 2                    | 98                 | Rifka Lodeizen   | 16 januari 2021  |
| 3                    | 99                 | Diederik Ebbinge | 23 januari 2021  |
| 4                    | 100                | Simone Kleinsma  | 30 januari 2021  |
| 5                    | 101                | Merel Westrik    | 6 februari 2021  |
| 6                    | 102                | Geert Mak        | 13 februari 2021 |
| 7                    | 103                | Danny de Munk    | 20 februari 2021 |

Een ingeplande aflevering met Paul de Leeuw kon vanwege coronamaatregelen niet gemaakt worden en werd doorgeschoven naar het volgende seizoen. In plaats hiervan werd op 27 februari 2021 100x Verborgen verleden uitgezonden: een terugblik op de tot dusver uitgezonden afleveringen en aanvullingen op de verhalen van Pieter van den Hoogenband, Carry Slee, Willie Wartaal en Herman Finkers.

### Seizoen 15 (2022)
| Aflevering (seizoen) | Aflevering (serie) | Titel            | Uitzenddatum     |
| -------------------- | ------------------ | ---------------- | ---------------- |
| 1                    | 104                | Simone Weimans   | 19 februari 2022 |
| 2                    | 105                | Huub Stapel      | 26 februari 2022 |
| 3                    | 106                | Douwe Bob        | 5 maart 2022     |
| 4                    | 107                | Hedy d'Ancona    | 12 maart 2022    |
| 5                    | 108                | Hans Kesting     | 19 maart 2022    |
| 6                    | 109                | Floortje Dessing | 26 maart 2022    |
| 7                    | 110                | Paul de Leeuw    | 2 april 2022     |
| 8                    | 111                | Fidan Ekiz       | 9 april 2022     |

### Seizoen 16 (2023)
| Aflevering (seizoen) | Aflevering (serie) | Titel             | Uitzenddatum     | Kijkcijfers |
| -------------------- | ------------------ | ----------------- | ---------------- | ----------- |
| 1                    | 112                | Wim en Hans Anker | 18 februari 2023 | 662.000     |
| 2                    | 113                | Carice van Houten | 25 februari 2023 | 584.000     |
| 3                    | 114                | Lilianne Ploumen  | 4 maart 2023     | 671.000     |
| 4                    | 115                | Daan Schuurmans   | 11 maart 2023    | 623.000     |
| 5                    | 116                | Dione de Graaff   | 18 maart 2023    | 686.000     |
| 6                    | 117                | Joep van Deudekom | 25 maart 2023    | 648.000     |
| 7                    | 118                | Joke Bruijs       | 1 april 2023     | 717.000     |
| 8                    | 119                | Edson da Graça    | 8 april 2023     | 654.000     |

### Seizoen 17 (2024)
| Aflevering (seizoen) | Aflevering (serie) | Titel              | Uitzenddatum     | Kijkcijfers |
| -------------------- | ------------------ | ------------------ | ---------------- | ----------- |
| 1                    | 120                | Raven van Dorst    | 13 januari 2024  | 731.000     |
| 2                    | 121                | Gordon             | 20 januari 2024  | 650.000     |
| 3                    | 122                | Freek Bartels      | 27 januari 2024  |             |
| 4                    | 123                | Ilse Warringa      | 3 februari 2024  |             |
| 5                    | 124                | Danny Vera         | 10 februari 2024 |             |
| 6                    | 125                | Jenny Arean        | 17 februari 2024 |             |
| 7                    | 126                | Alexander Pechtold | 24 februari 2024 |             |
| 8                    | 127                | Janine Abbring     | 2 maart 2024     |             |

### Seizoen 18 (2025)
| Aflevering (seizoen) | Aflevering (serie) | Titel                    | Uitzenddatum  | Kijkcijfers |
| -------------------- | ------------------ | ------------------------ | ------------- | ----------- |
| 1                    | 128                | Hadewych Minis           | 8 maart 2025  | 553.000     |
| 2                    | 129                | Sybrand van Haersma Buma | 15 maart 2025 | 580.000     |
| 3                    | 130                | Gover Meit               | 22 maart 2025 | 684.000     |
| 4                    | 131                | Frank Lammers            | 29 maart 2025 | 714.000     |
| 5                    | 132                | Khadija Arib             | 5 april 2025  | 569.000     |
| 6                    | 133                | Bridget Maasland         | 12 april 2025 | 477.000     |

## Muziek
In 2019 verscheen het album De Lage Landen van Angela Groothuizen. Het nummer 'Veel mee moeten maken' gaat over haar vader en nam ze op naar aanleiding van haar deelname aan Verborgen verleden. De vier woorden die de titel vormen, komen uit een brief die haar oma over Angela's vader schreef:
Theo is weer thuis, goddank; veel mee moeten maken!